# Castlevania: Portrait of Ruin
Castlevania: Portrait of Ruin (悪魔城ドラキュラ ギャラリー・オブ・ラビリンス, Akumajō Dracula: Gallery of Labyrinth, lit. "Demon Castle Dracula: Gallery of Labyrinth") es la segunda entrega de la saga Castlevania para la videoconsola portátil Nintendo DS. El juego fue lanzado en Japón el 16 de noviembre de 2006, en Norteamérica el 5 de diciembre de ese mismo año y en Europa el 9 de marzo de 2007.

## Jugabilidad
El juego cuenta con un estilo de 2D con desplazamiento. Una de las características principales del juego es que los jugadores pueden cambiar libremente entre dos personajes: Jonathan Morris y Charlotte Aulin, similar al modo Julius de Castlevania: Dawn of Sorrow. Jonathan y Charlotte pueden combinar sus poderes para realizar un ataque poderoso conocido como "Crush doble", y sus habilidades combinadas son necesarias en ciertas partes del castillo para que puedan resolver los puzles y progresar a través de la historia. Por ejemplo, el jugador debe tener ambos personajes a bordo de dos motocicletas y alternar entre ellos para esquivar los obstáculos tanto de una, como de otra, para romper una pared.
Aparte del castillo de Drácula, Jonathan y Charlotte deben explorar otros escenarios, como el desierto de Egipto y las ciudades (Londres por ejemplo) a través de unos cuadros dispersos por todo el castillo. Durante la aventura, los héroes encuentran 155 enemigos diferentes, que se mantienen registrados en el bestiario. Muchos enemigos de los anteriores títulos de Castlevania hacen su aparición ya sea estándar o como jefes de zona. A medida que progresan, el dúo aprende nuevas habilidades y adquiere equipamiento y elementos que permiten una mayor exploración en el juego.
Al igual que los anteriores juegos de Castlevania, este juego cuenta con finales alternativos. Portrait of Ruin tiene dos finales diferentes. Ambas implican la prevención de Jonathan y Charlotte para revivir a Drácula, pero solo uno implica la derrota de Brauner, otro enemigo vampiro. En un momento en el juego, las acciones del jugador determinan qué horas se obtendrá. El primer final se denomina "malo" porque los objetivos principales de la historia del juego no se completan; para indicar este hecho, el juego mostrará un "Game over" en lugar de los créditos. El segundo final completa los objetivos y permite al jugador explorar más del castillo de Drácula y tener acceso a la pintura. Este final se considera el "bueno" y pone fin al juego. Sin embargo, un tercer final está disponible si el monje Vincent es curado por el jugador, aunque no varía mucho.
Y si se obtiene el final bueno, se desbloquearán otros modos de juego. En total son dos: Richter/Maria y Stella/Loretta (las hermanas que salen en el juego). Y además existe el Boss Rush Mode.

## Historia
La historia se desarrolla en el año 1944, durante la Segunda Guerra Mundial y es una continuación de Castlevania: Bloodlines. Drácula está en estado latente, ocasión que aprovecha otro vampiro, Brauner y sus hijas gemelas, para redigir su poder hacia él mediante una red de cuadros mágicos y así evitar su resurrección, con la intención de sumir al mundo en el caos.
Los héroes en esta ocasión son: Jonathan Morris, descendiente lejano del clan Belmont y heredero del Vampire Killer, cuyo padre es John Morris (de Castlevania: Bloodlines), y Charlotte Aulin, una descendiente lejana del clan Belnades, quien puede realizar hechizos mágicos.
Cuando ellos entran al castillo conocen a Vincent, un clérigo que vende todo tipo de armas e ítems, y quien les proveeerá de éstos durante el juego. También se encuentran con un fantasma que se hace llamar "Wind": él les asignará varias misiones, algunas de las cuales se necesitan cumplir para seguir avanzando.
Más adelante se nos informa que las hijas de Brauner son Stella y Loretta Lecarde, verdaderas hijas de Eric Lecarde, antiguo amigo del padre de Jonathan y que ahora está muerto y se hace llama "Wind". Brauner perdió a sus verdaderas hijas en al 1ª Guerra Mundial y su odio hacia el mundo lo transformó en un vampiro y le llevó a trazar el oscuro plan sobre el que se desarrolla el juego.
Cuando vio por primera vez a Stella y Loretta, Brauner recordó a sus difuntas hijas y las transformó en vampiresas, para recuperarlas de alguna manera. Sin embargo si logramos el ritual de la purificación, Stella y Loretta se liberan del yugo y nos enseñan la manera de derrotar a Brauner. 
Una vez le derrotemos, la cárcel de Drácula será destruida y éste revivirá, pero no a pleno poder, ocasión que aprovecharán los héroes para derrotarlo. En este caso deben enfrentarse a El Señor de las Tinieblas junto con la Parca (La Muerte).
En el final "malo", una vez derrotemos a Stella y Loretta, Brauner aparece y suplica a Jonathan y Charlotte que no maten a sus hijas, a cambio él destruye el castillo y a Drácula con él. En este final podemos observar que Brauner no es tan malvado y que su odio hacia el mundo y sus actos se debe únicamente al amor incondicional hacia las que él cree sus hijas.

## Desarrollo
NCL anunció por primera vez un nuevo Castlevania para el DS el 5 de octubre de 2005. Los detalles del juego no fueron liberados hasta el 21 de abril de 2006, cuando Konami reveló el nombre del juego y su entorno a la Segunda Guerra Mundial. El 9 de mayo de 2006, el tráiler oficial fue mostrado en la conferencia de prensa oficial de Konami. El tráiler mostró el jugador de conmutación suave y combinaciones de las habilidades de Jonathan y Charolette. En una entrevista con el productor Koji Igarashi en junio de 2006, se reveló que el juego trataría de utilizar la pantalla táctil mejor que su antecesor en el Nintendo DS. También mencionó que estaba pensando en la incorporación de juego cooperativo en una fase desbloqueable a través del WiFi. Más información en línea sobre el juego fue puesta en libertad un mes más tarde en el Comic-Con 2006, pero los detalles de cómo se llevaría a cabo aún quedaron sin confirmar. En el Tokyo Game Show 2006, Igarashi confirmó los detalles acerca de los modos WiFi y declaró que en Portrait of Ruin habría un tiempo de ataque de cooperación y un modo de tienda en línea.
Debido a la sólida infraestructura de Nintendo para la DS, Igarashi quería probar los componentes en línea, y la prueba para jugar por Internet es posible en los futuros títulos de Castlevania. Igarashi comentó que el juego de dos jugadores fue un homenaje a Castlevania III: Dracula's Curse, su juego favorito de la serie. El ciclo de desarrollo de Portrait of Ruin tuvo casi la misma cantidad de tiempo que Dawn of Sorrow lo hizo. Koji Igarashi dijo que el programa se convirtió en difícil debido a las dificultades de Nintendo WiFi, considerando que era su primera línea habilitada del juego.
- Datos: Q2287900